# Ri Yong-ho
Ri Yong-ho (hangul: 리용호; pronúncia coreana: [ɾi.joŋ.ɦo]; nascido em 10 de julho de 1956) é um político e diplomata norte-coreano que, entre 9 de maio de 2016, e, janeiro de 2021, foi Ministro das Relações Exteriores da Coreia do Norte desde 2016.
É conhecido como um habilidoso negociador com experiência em negociações com os Estados Unidos no tocante ao programa nuclear norte-coreano. Em particular, ele tem chefiado os negociadores da Coreia do Norte nas negociações do Grupo dos Seis. Sua carreira diplomática abrange mais de 30 anos, tendo passado por cargos em várias embaixadas. Ri foi embaixador no Reino Unido entre 2003 e 2007. 
É membro efetivo do 7º Comitê Central e do Politburo do Partido dos Trabalhadores da Coreia, além de deputado da 14ª Assembleia Popular Suprema. 

## Infância e educação
Ri nasceu em 1956; seu pai é Ri Myong-je, um assessor próximo da família Kim e ex-editor da Agência Central de Notícias. Ri se formou no colégio de elite Namsan em Pyongyang em 1973. Ele se formou em inglês na Universidade de Língua Estrangeira de Pyongyang.

## Carreira

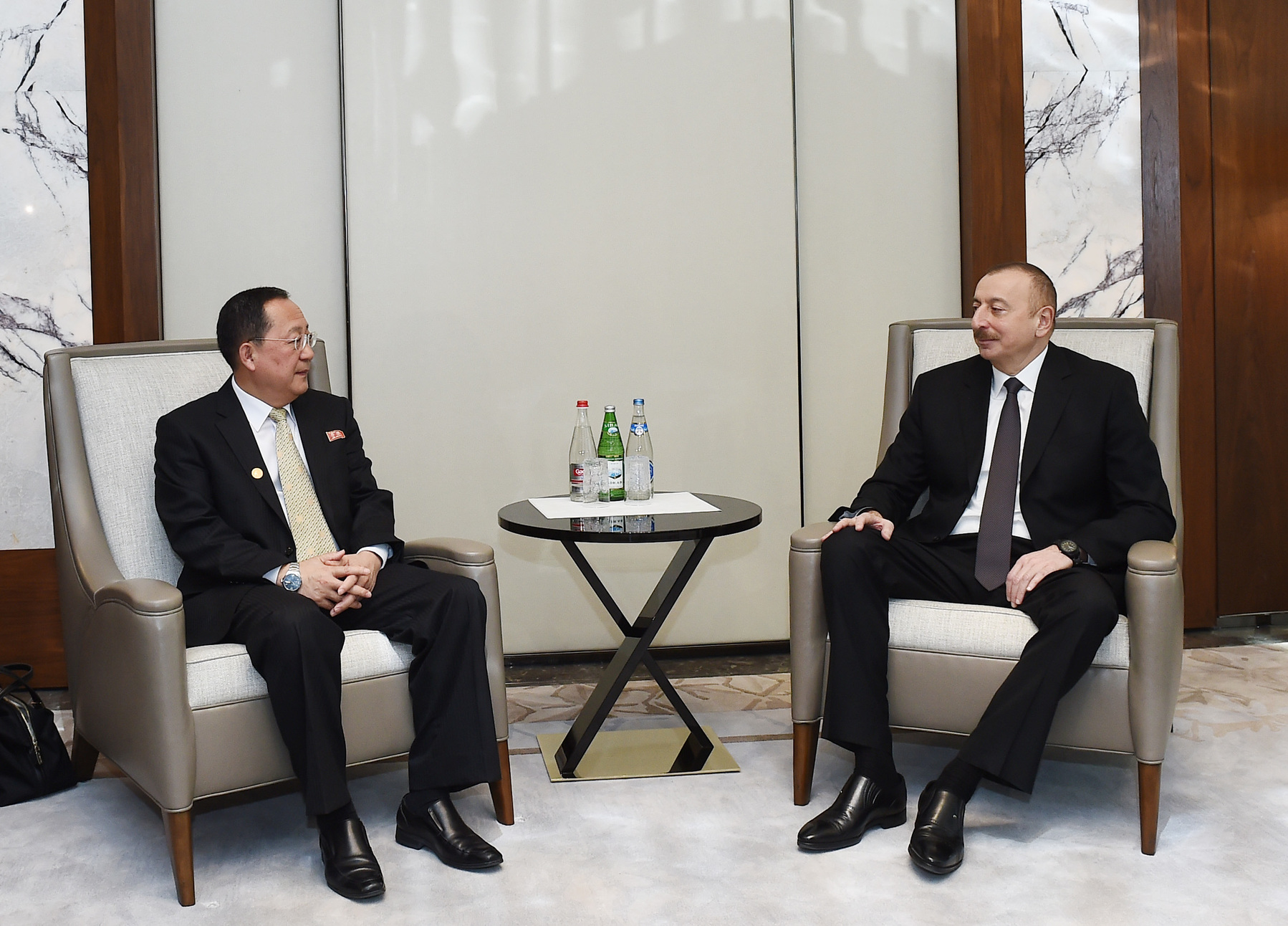
Ri com o presidente Ilham Aliyev do Azerbaijão em 2018

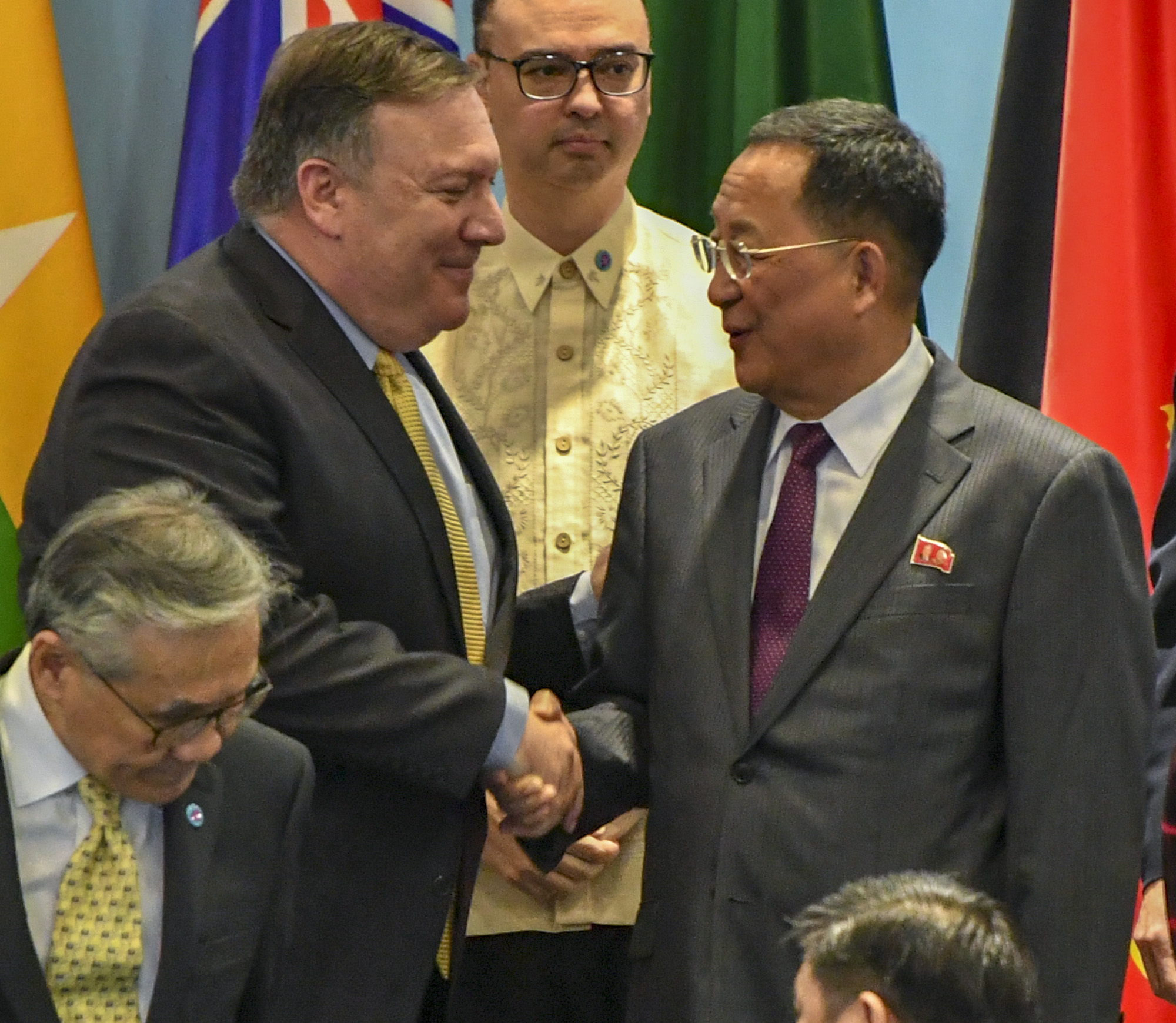
Ri se encontra com o secretário de Estado dos EUA, Mike Pompeo, em agosto de 2018

Ri é um diplomata de carreira, com mais de 30 anos de serviço em assuntos externos. Proficiente em inglês, ele é descrito como "um negociador qualificado". Ri possui uma vasta experiência em negociações com os EUA sobre a questão do programa nuclear norte-coreano.
Em 1978, ingressou no Ministério das Relações Exteriores.
Em 1979, assumiu o posto de secretário da embaixada norte-coreana no Zimbábue, onde ficaria por quatro anos.
Entre 1985 e 1988, atuou como secretário na embaixada norte-coreana na Suécia.
Em 1988, após seu trabalho na Suécia, retornou ao Ministério das Relações Exteriores, onde era líder, supervisor e vice-diretor do Departamento de Organizações Internacionais do ministério. Este cargo permitiu que ele se envolvesse em negociações com os EUA.
Em 1995, foi promovido conselheiro no ministério. Na época, foi descrito como um aliado próximo de Kang Sok-ju.
Durante a década de 1990, participou de negociações diretas com os EUA nos anos 90.
Em outubro de 2000, foi embaixador-geral que acompanhou Jo Myong-rok nas negociações em Washington.
Na primeira década do século XXI, atuou como embaixador em países da Europa Ocidental, sendo embaixador no Reino Unido entre 2003 e 2007.
No dia 23 de setembro de 2010, foi nomeado como vice-ministro de Relações Exteriores, atuando durante parte do tempo sob o comando de Ri Su-yong.
Em 2011:
- foi o principal representante da Coreia do Norte nas negociações de seis partes.[13] Nessa ocasião, negociou o "Leap day agreement"; e
- se reuniu com negociadores sul-coreanos em Bali, para negociar um acordo sobre as negociações de desarmamento nuclear.[14]

No dia 9 de maio de 2016, foi nomeado como: Ministro das Relações Exteriores, após o 7º Congresso do Partido dos Trabalhadores da Coreia, que o tornou integrante pleno do Comitê Central e membro suplente do Politburo. Anteriormente, desde 28 de setembro de 2010, ele era integrante suplente do Comitê Central.
Foi eleito como deputado da 14ª Assembléia Popular Suprema, representando o 371º Distrito Eleitoral (Unha).
Em agosto de 2017, em meio ao aumento de tensões na Península coreana, participou de uma reunião multilateral com ministros das Relações Exteriores em Manila, Filipinas, na qual negociou com os representantes sul-coreanos, chineses e russos, mas sem a presença de representantes dos Estados Unidos e do Japão.
Em 23 de setembro de 2017, Ri participou da Assembléia Geral da ONU e fez um discurso no qual observou que Donald Trump é "castigado até pelo povo americano como 'Comandante em Luto', 'Rei Mentiroso' e Presidente do Mal'."
Posteriormente, foi nomeado como integrante pleno do Politburo. Segundo Michael Madden, da Universidade Johns Hopkins, "Ri agora pode ser identificado com segurança como um dos principais formuladores das políticas da Coreia do Norte (...) Mesmo que ele tenha reuniões informais ou fora dos registros, os interlocutores de Ri podem ter certeza de que quaisquer propostas que apresentem serão levadas diretamente ao topo".
Em agosto de 2019, criticou os protestos de Hong Kong em 2019, afirmando: "A Coreia do Norte apoia totalmente a posição e as medidas da China para defender a soberania, a segurança e a integridade territorial do país e salvaguardar a prosperidade e a estabilidade de Hong Kong, e se preocupa em relação à interferência de forças estrangeiras na questão de Hong Kong".
Em janeiro de 2020, Ri foi demitido do cargo de Ministro das Relações Exteriores, tendo sido sucedido por: Ri Son-Gwon , que é conhecido como um linha-dura  .